# Chloris roxburghiana
Chloris roxburghiana là một loài thực vật có hoa trong họ Hòa thảo. Loài này được Schult. mô tả khoa học đầu tiên năm 1824.